# Burretiodendron esquirolii
Espèce
Synonymes
- Burretiodendron longistipitata R.H.Miao[1]
- Burretiodendron longistipitatum R.H.Miao ex H.T. Chang & R.H. Miao[2]
- Eriolaena esquirolii H.Lév.[2]
- Pentace esquirolii H.Lév.[1] [2]

Statut de conservation UICN

 VU B1+2c : Vulnérable
Burretiodendron esquirolii est une espèce de plantes du genre Burretiodendron de la famille des Malvaceae.